# Jacques Lélut
 (avril 2018).
Jacques Lélut, né le 1er avril 1947 à Saint-Malo, est un plasticien, scénographe et comédien français. 
Il est précurseur de la mise en volume d'univers de science-fiction. Faust, sa pièce maîtresse, est un vaisseau spatial de 20 mètres de long.

## Biographie
En 1983, en collaboration avec la SNCF, il conçoit la première exposition itinérante dans un train.(Le Train des galaxies perdues). Il récidive en 1985 avec l'Aquanef, une création pleine de poésie dans deux péniches accolées au niveau de la Place de la Concorde.
En 1987 il publie Trésor d'étoiles aux éditions Deleatur, en parallèle avec une exposition prémonitoire sur les dangers que court la planète produite par l'Agence Nationale pour la Récupération des Déchets, qui deviendra l'Ademe. Cette exposition a été accueillie par 15 grandes villes en France et à l'île de la Réunion. 
En 1998, il met en scène la plus grande crèche de France sur le parvis de Notre-Dame-de-Paris.
Il participe régulièrement au festival de la science-fiction de Roanne, en tant qu'invité ou scénographe.
Il est également l'inspirateur de l'écrivain de science-fiction Jean-Marc Ligny interview de juin 2001 dans Actusf.com
En 2001, il met en volume l'univers fantastique du scénariste de bandes-dessinées Alejandro Jodorowsky, à Mons en Belgique, sous un chapiteau de 1 500 m2, avec la quasi-totalité de ses œuvres. L'incendie total de cette exposition marque un tournant dans son travail...
Il devient scénographe de grands spectacles, dont la Nuit des Couleurs, de 2004 à 2006 à Mantes la Jolie, la Saga de Saverne, puis Coucy à la Merveille. Il assure ensuite pendant 4 ans la programmation des Métamorphoses de l'Hospice Saint Charles, lieu culturel emblématique de la CAMY, Communauté d'agglomération du Mantois. 
Du 11 au 17 mai 2009, le Train des Galaxies perdues revient à la Gare de l'Est, avec une trentaine d'œuvres de Jacques Lélut.
En 2011, il crée son propre Astroport à Bonnières sur Seine, un atelier-vitrine dans une usine désaffectée de Bonnières sur Seine. 
En 2012, il scénographie avec Acqua Viva Productions les fêtes du 600e anniversaire de Jeanne d'Arc à Orléans.